# 道の駅厳美渓
道の駅厳美渓（みちのえき げんびけい）は、岩手県一関市にある国道342号の道の駅である。愛称はもちと湯の郷。一関市博物館に隣接する。

## 施設
- 駐車場
  - 普通車：174台
  - 大型車：13台
  - 身障者用：4台
- トイレ（いずれも24時間利用可能）
  - 男：大 2器、小 5器
  - 女：5器
  - 身障者用：2器
- 公衆電話
- 都市農村交流館
  - 農産物直売所
  - もち食レストラン（10:30 - 17:00 ラストオーダー16:30）
  - 餅文化展示室
  - ふるさとコーナー
  - 多目的ホール地域交流室
  - 休憩室

## 定休日
- 都市農村交流館：11月 - 4月の第三水曜日
- 博物館：月曜日（祝日の場合は翌日）・年末年始

## アクセス
- 国道342号
  - 岩手県道31号平泉厳美渓線

## 周辺
- 厳美渓
- 一関市博物館（9:00 - 17:00）
- 磐井川
- 厳美公園
- 一関市立厳美中学校